# Ненчини, Гастоне
Гастоне Ненчини (итал. Gastone Nencini; 1 марта 1930, Барберино-ди-Муджелло — 1 февраля 1980, Флоренция) — итальянский велогонщик, победитель Тур де Франс (1960) и Джиро д’Италия (1957).

## Карьера
Ненчини обладал хорошей техникой прохождения спуска. Французский велогонщик Рафаэль Джеминьяни однажды сказал про неё: «не существует никаких причин, чтобы пытаться догнать Ненчини на спуске, если только вы не собираетесь расстаться с жизнью». В велогонке Тур де Франс 1960 года в которой Гастоне  Ненчини победил с результатом 112 часов 08'42" эти слова оправдались. В 14 этапе трёхкратный чемпионом мира в преследовании Роже Ривьер и Ненчини вместе поднялись на вершину первого из трех подъемов. Итальянец начал спускаться в своей скоростной манере, а француз, пытаясь его догнать, упал с 20-метровой высоты. Ривьер выжил, но сломанный позвоночник сделал его инвалидом. После своей победы Ненчини попросил менеджера французской команды передать свой букет победителя Тура Роже Ривьеру.

## Память
- «Memorial Gastone Nencini» — ежегодная итальянская премия лучшему молодому велогонщику вручаемая с 1974 года.
- В окрестностях Барберино-ди-Муджелло установлен бронзовый барельеф Ненчини.
- В 2012 году в телевизионной сети Флоренции «it:Italia 7 Toscana» был открыт телеканал «Gastone Nencini» посвященный велоспорту[2].